# Westerveld (havezate)
Westerveld was een havezate in de Nederlandse buurtschap Langenholte, provincie Overijssel. De havezate was een van de grootste in Salland. Er zijn geen zichtbare restanten van Westerveld bewaard gebleven. 

## Geschiedenis
Jan van Warmelo was vanaf 1519 als riddermatige aanwezig op enkele landdagen. Hij had het goed Westerveld in bezit gekregen dankzij zijn echtgenote, die het als huwelijksgift van haar ouders Johan ten Bussche en Berte Bloemendael had meegekregen. Mogelijk stond er toen al een adellijk huis. Jans gelijknamige zoon werd vanaf 1530 als riddermatige verschreven en had de achternaam 'toe Westerveld' aan zijn naam toegevoegd. Deze Jan van Warmelo toe Westerveld trouwde met Splinter en kreeg een zoon Joachim, die zijn vader opvolgde.

### Bouw van de havezate
Joachim van Warmelo trouwde in 1546 met Anna Rengers. Het stel kreeg vier kinderen, waarvan de oudste zoon Geert zijn vader opvolgde als eigenaar van Westerveld.
Geert van Warmelo was vanaf 1584 drost van Salland. Hij trouwde met Judith Rengers (†1618) en kreeg twee dochters. Geert ruilde in 1597 gronden met het Zwolse Heilige Geestgasthuis, waardoor er ruimte ontstond voor de bouw van de havezate Westerveld. De bouwwerkzaamheden vonden plaats van 1603 tot 1606 onder leiding van Berend Geerts, een timmerman uit Zwolle.
In 1610 overleed Geert.

### Van Haersolte
Waarschijnlijk was er onenigheid ontstaan over de erfenis van Geert van Warmelo. In 1633 werd Westerveld daarom maar verkocht aan de toenmalige huurder, Rutger van Haersolte, die dankzij Westerveld nog datzelfde jaar als riddermatige kon deelnemen aan de landdag. Rutger trouwde drie maal en kreeg twee dochters. Hij schonk aan dochter Fenne in 1656 de havezate Wolfshagen, terwijl oudste dochter Margaretha - sinds 1647 getrouwd met Joachim Adolf van Rechteren - de havezate Westerveld zou erven. Overigens verkreeg Margaretha niet de volledige beschikking over Westerveld, want ook andere erfgenamen deelden nog in de bezittingen. 

### Van Rechteren

Westerveld in 1729

Toen Margaretha van Haersolte in 1682 overleed kreeg haar zoon Reyner van Rechteren de havezate in eigendom. Reyner kocht met financiële hulp van zijn broer Adolf Hendrik in 1690 het nog ontbrekende deel van Westerveld, dat op dat moment nog in handen was van de erfgenamen van zijn tante Fenne van Haersolte. Uiteindelijk overleed Reyner in 1732 zonder kinderen na te laten. Per testament had hij Westerveld nagelaten aan zijn broer Adolf Hendrik, die echter al een jaar eerder was gestorven. Hierdoor kwam Westerveld toe aan Jacob Hendrik (1709-1783) en Adolf Philip Zeger (1699-1771), de zonen van Adolf Hendrik.

#### Schijnverkoop
Jacob Hendrik van Rechteren wist het aandeel van zijn broer over te kopen en kon zo in 1734 namens Westerveld als riddermatige worden verschreven voor de landdag. Een jaar eerder was hij getrouwd met Margaretha Maria Pijnssen van der Aa, die de Utrechtse ridderhofstad Geerestein in het huwelijk inbracht. Deze ridderhofstad bood Jacob Hendrik de kans om over te stappen naar het lidmaatschap van de Staten van Utrecht, hetgeen hij in 1745 ook deed. Voor Westerveld vond hij een koper: Arend Willem Timen Sloet, die op dat moment juist op zoek was naar een geschikte havezate om zo lid te kunnen worden van de Ridderschap. Hij wist het lidmaatschap echter niet te verkrijgen en verkocht daarom in 1756 Westerveld weer terug aan Jacob Hendrik. Mogelijk was in 1747 slechts sprake geweest van een schijnverkoop, in een poging om Arend aan een havezate te helpen.

#### Appeltern
Gerhard Maximiliaan van Rechteren (1744-1782), zoon van Jacob Hendrik, werd in 1770 wegens de havezate Westerveld toegelaten tot de Staten van Overijssel. Hij vertrok echter in 1781 naar Utrecht waar hij een jaar later overleed. De havezate kwam nu weer aan zijn vader, die het huis terstond doorgaf aan zijn andere zoon, Rudolf Christiaan. Deze gebruikte Westerveld om toegang te krijgen tot de Ridderschap, wat hem aanvankelijk niet lukte maar uiteindelijk in 1785 alsnog voor elkaar kreeg. 
Rudolf Christiaan trouwde in 1785 met Anna Elisabeth van der Capellen (†1839), dochter van de patriot Johan Derk van der Capellen. Dankzij haar kreeg hij nu de beschikking over diverse havezaten en kastelen, zoals Wittenstein, Ahnem en het Gelderse huis Appeltern. In dat laatste huis ging het echtpaar vanaf 1795 wonen.

#### Afbraak
Rudolf Christiaan van Rechteren stierf in 1812. Vier jaar later verkochten de erfgenamen het huis Westerveld ter afbraak, maar de bijbehorende goederen bleven in de familie Van Rechteren. Weduwe Anna overleed in 1839 en bij de verdeling van de erfenis een jaar later kwam het goed Westerveld bij de kinderen van haar dochter Johanna terecht. Die verkochten het in 1858 aan Reint Hendrik baron de Vos van Steenwijk (†1875). Zijn nazaten behielden de goederen van Westerveld tot 1937 en verkochten toen alles aan Reyer Frank Knol.

## Beschrijving
De havezate Westerveld was een van de grootste in Salland. In 1675 werd de havezate voor het haardstedengeld aangeslagen voor vijftien haardsteden en twee ovens.  
Het hoofdgebouw was U-vormig en telde twee verdiepingen. Op de noordoosthoek stond een grote zeshoekige toren, terwijl op de binnenplaats een slanke (zeshoekige) traptoren stond met een ui-vormig dak. Rondom lag een slotgracht. Aan de oostzijde was de voorburcht met een poortgebouw, eveneens omgracht. Om het gehele complex heen lag een aarden wal.  
In 1816 werd Westerveld afgebroken, op het poortgebouw na. Midden 19e eeuw werd een boerderij op het terrein gebouwd. Het poortgebouw is uiteindelijk ook afgebroken, waardoor er niets meer rest dat herinnert aan de voormalige havezate.
Den Aalshorst · Den Alerdinck · Huis Almelo · Arkelstein · Averbergen · Azoelen · Backenhagen · Bellinckhof · Den Berg · Huis Bergentheim · Beugelskamp · Beverfeurde · Blankena · Hof te Boekelo · Borgbeuningen · Havezate Boskamp · Boxbergen · Havezate Brecklenkamp · Bredenhorst · Buckhorst · Campherbeek · Colckhof · Den Dam · Huis Diepenheim · Dingshof · Dubbelink · Kasteel Eerde · Egede · Havezate Elsen · Everlo · Landgoed Frieswijk · Glinthuis · Goor · Huis Gramsbergen · Grimberg · Grotenhuis · De Haere · Haerst · Hagmeule · Slot Hardenberg · Huis Heeckeren · Huis Hengelo · Herxen · Hofstede · Hogenhof · Hoikink · Hondeborg · Katenhorst · Kevelham · Kranenburg · De Kuile · Het Laar · Leemcule · Luttenberg · Mataram · Mennigjeshave · Nijenhuis (Diepenheim) · Nijenhuis (Olst-Wijhe) · Oldemeule · Olidam · Oosterhof · Huis te Ootmarsum · Den Ordel · Pekkedam · Pothof · Rande · Kasteel Rechteren · Het Reelaer · Rhaan · Rutenberg · Huis Saasveld · Scherpenzeel · Havezate Schoonheten · Havezate Schuilenburg · Singraven · Stoevelaar · Kasteel Toutenburg · Twickel · Vechterweerd · Venebrugge · Kasteel Voorst · Warmelo · Wegdam · Weldam · Weleveld · Huis Werkeren · Westerflier · Westerveld · Wittenstein · Zuthem
Ahnem · Den Alerdinck · Arendshorst · Arkelstein · Averbergen · Beerze · Den Berg · Bergentheim · Blankena · Borgele · Boskamp · Boxbergen · Bredenhorst · Buckhorst · Campherbeek · Collendoorn · Den Dam · Dieze · Dingshof · Den Doorn · Hof te Dorth · Eerde · Egede · De Gelder · Gerner · Glinthuis · Gramsbergen · De Groote Scheere · De Grote Weede · De Haere · Haerst · Hagenvoorde · Heemse · Herxen · Hoenlo · Hofstede · 't Hogeholt · Hogenhof · 't Hoogehuis · Junne · Kranenburg · Krijtenberg · De Kuile · Het Laar · Langeveldslo · Leemcule · Luttenberg · Melenhorst · Mennigjeshave · Nijenhuis · Oosterveen · Den Ordel · De Pol · Pothof · Rande · Rechteren · Het Reelaer · Rhaan · Rollecate · Rutenberg · Schoonheten · Schuilenburg · Vechterweerd · Velner · Venebrugge · Verborg · Voorst · Vrieswijk · Werkeren · Westerveld · Windesheim · Wittenstein · Wolfshagen · Zuthem